# Allianz
Allianz SE är ett tyskt försäkringsbolag med huvudkontor i München. Det är en av de största försäkringskoncernerna i världen. Det har aktier i nästan alla tyska företag.
Företaget grundades 1890 av Carl Thieme och bankmannen Wilheim Finck i Berlin. 1910 stod man, tillsammans med över 70 andra försäkringsbolag, för försäkringen för Titanic. De var de första användarna av datorer i Europa 1956. År 2000 introducerades de på börsen i New York.
Allianz är huvudsponsor till Allianz Arena i München. År 1990 grundade Allianz-koncernen stiftelsen Allianz Umweltstiftung för stöd till utvecklingen av ett hållbart, miljöanpassat samhälle, och år 2000 bildades stiftelsen Allianz Kulturstiftung, för samhällskulturell utveckling och förståelseskapande ungdomsutbyten inom Europa. I januari 2012 invigdes Allianz Forum i Berlin som huvudkontor för de båda stiftelserna.